# 내가 법이다
내가 법이다(I Am The Law)는 미국에서 제작된 알렉산더 홀 감독의 1938년 범죄, 드라마 영화이다. 에드워드 G. 로빈슨 등이 주연으로 출연하였고 에버렛 리스킨 등이 제작에 참여하였다.

## 출연

### 주연
- 에드워드 G. 로빈슨
- 바바라 오닐

### 조연
- 존 비얼
- 웬디 배리
- 오토 크러거
- 아서 로프트
- 마크 로렌스
- 더글러스 우드
- 로버트 미들마스
- 찰스 할튼
- 루이스 진 헤이트
- 페이 헴

## 제작진
- 미술: 리오넬 뱅스
- 미술: 스티븐 구손
- 의상: 로버트 칼로크